# Concord Oval
Concord Oval är en rugbyarena i Sydneyförorten Concord i den australiensiska delstaten New South Wales, med kapacitet för 20 000 åskådare. Arenan används främst för rugby union och är hemmaplan för West Harbour RFC vars herrseniorer tävlar i Shute Shield, den högsta ligan för rugby union på klubbnivå i New South Wales. Även Greater Sydney Rams i som spelar i National Rugby Championship använder Concord Oval som en av tre hemmaarenor. Arenan används också av fotbollslaget Inter Lions SC som spelar i NSW Womens Premier League samt även som träningsanläggning av rugby league-klubben Wests Tigers som spelar i Australiens högstaliga NRL och Wests Tigers huvudkontor inryms även det i arenan.
Marken där arenan ligger har använts av West Harbour RFC sedan 1900 och kallades tidigare St Lukes Oval. Den nuvarande Concord Oval byggdes 1985 i syfte att användas för matcher under rugby-VM 1987. De gamla träläktarna revs och ersattes av läktare på planens västra och östra sidor samt med lokaler för träning samt för publikservice.